# Сент Мери Пик
Сент Мери Пик (на английски: St Mary Peak) е най-големият връх на Планина на Флиндърс, Австралия. Има височина 1171 m над морското равнище.